# Декомпресивна кранијектомија
Декомпресивна кранијектомија (ДК) је неурохируршка процедура у којој се уклања коштани део лобање како би се омогућило проширење простора мозга који је отекао или да се у случају тумора, он хируршки уклони уколико је то могуће. Изводи се код жртава трауматске повреде мозга, можданог удара, Чиари малформације и других стања повезаних са повишеним интракранијалним притиском (ИКП).   
ДК се користи од почетка неурохирургије, као палијативни третман за ублажавање високог интракранијалног притиска (ИКП) код људи са неоперабилним туморима мозга, хидроцефалусом или повредама главе. Образложење за примену ДК је да се уклањањем променљиве количине кости лобања претвара из „затворене кутије са коначном запремином у отворену“.  Предности ДК у ТБИ су да олакшају контролу ИКП, побољшавају церебрални перфузиони притисак и избегму мождану хернију и компресију можданог стабла .     

## Историја
Иако је непознато је ко је био први хирург који је извео ДК, први познати писани извештај о декомпресивној хирургији написао је Анандале 1894. године. Он је навео да је 20 година раније оперисао пацијента са симптомима високог ИКП, а пријавио је и друге пацијенте под његовом бригом који су имали палијативни ДК. 
Свеобухватан историјски преглед првих пацијената који су подвргнути ДК објављен је 1906. године. Иако су скоро сви пионири неурохирургије изводили ову хируршку процедуру у последњем делу 19. века, као палијативну меру код неоперабилних тумора, Кохер је био први неурохирург који је предложио ДК код пацијената са клиничким симптомима повишеног ИКП.
Током, 1905. године, Кушинг је направио детаљан извештај о субтемпоралним и субокципиталним декомпресијским процедурама за ублажавање високог ИКП код пацијената са неоперабилним туморима мозга.
Историјски гледано, уклањање различитих делова и количина лобање, са или без отварања дуре матер или аугментативне дурапластике, обављано је у ТБИ. Ове процедуре су коришћене углавном за лечење пацијената са високим ИКП и као примарна процедура у евакуацији интрадуралних лезија када је хирург осетио да је мозак напет и едематозан. Ове процедуре омогућавају мозгу да се прошири и последично олакшава контролу високог ИКП. Иако хируршка декомпресија нема доказан ефекат на примарну повреду мозга (повреде мозга нанете директно трауматским оштечењем), она би могла да смањи штету узроковану секундарним лезијама (одложено оштећење мозга) као што су хернијација мозга и висок ИКП.
Као последица искуства стеченог у војним сукобима, у којима су неурохирурзи користили ДК као стратегију контроле штете на бојном пољу, коришћен је и код цивилних продорних (пројектилних) повреда мозга. Повреде попут интракранијалне прострелне ране су уобичајене у неким земљама и имају лошу прогнозу. Покушај атентата на конгресменку Габријел Гифордс у САД 2011. укључивао је метак у главу који је уклоњен раном ДК, што је резултовало неочекивано добрим исходом. Ово је привукло пажњу међународних медија на овај поступак. 

## Опште информације
Висок интракранијални притисак (ИKП) је најчешћи узрок смрти и инвалидитета након тешке трауматске повреде мозга (ТПМ). Обично се лечи општим маневрима (нормотермија, седација, итд.) и низом терапијских мера прве линије (умерена хипокапнија, инфузија манитола, итд.). Када ове мере не успеју, започињу се терапије друге линије, које укључују: барбитурате, хипервентилацију, умерену хипотермију или уклањање променљиве количине кости лобање (секундарна декомпресивна кранијектомија). 
Поступак ДК је еволуирао из примитивног облика операције познатог као трепанација,  која је  вршена трепаном или трефином у магијске, терапеутске или неке друге сврхе. Њом се уклањао округли или четвртасти сегмент са кости свода лобање. Иако трепанација значи бушење кости, она је као појам везан за оперативне захвате на костима лобање.
Ова старија процедура, иако уобичајена у праисторијским временима, застарела је у корист других, мање инвазивних третмана како су се они кроз историју медицине развијали. Иако се још увек изводила са одређеном учесталошћу пре двадесетог века,  поновно појављивање ДК у модерном облику постало је могуће тек након развоја прецизних алата за сечење, лобањских бургија и софистициране постоперативне неге уз примену антибиотика.
Данас ДК уместо трепаном врши помоћу длета, чекића или електронске бургије, ради одстрањивања скупљене крви или гноја, чирева, комадића костију или других страних тела и изводи се у дијагностичке сврхе (вентрикулографија и постављање пробних трепанацијских отвора), или у терапијске сврхе за смањење акутне интракранијалне хипертензије, а исто тако се кроз трепанацијски отвор врши аспирација интрацеребралног хематома или инкапсулисаног можданог апсцеса.код повреда главе или тумора у лобањској дзпљи.
Трепанацијски отвор је данас лак и за болесника практично нетрауматизујући захват који се изводи у локалној анестезији.
Након кранијектомије приступа се чувању аутологних коштаних трансплантата дубоким замрзавањем ради реконструкције дефекта лобање након ДК, што се полазало као корисна процедура, која и има ниску стопу ревизије.

## Врсте хируршке ДК
Декомпресивна кранијектомија се може извести у два веома различита клиничка сценарија:

### Профилактичка декомпресија или примарна ДК (П-ДК)
Профилактичка декомпресивна крануистомија (П-ДК) се дефинише као свака декомпресија кости која се изводи код пацијената који су подвргнути операцији за евакуацију било које интрадуралне лезије. Циљ П-ДК није да контролише висок ИКП, већ да спречи очекивана постхируршка повећања ИКП. 
У овим процедурама одлуку доноси хирург и обично се заснива на компјутеризованој томографији, или интраоперативним хируршким налазима (оток мозга, напет мозак или потешкоће у репозиционирању коштаног режња), или обоје. 
Неки аутори су такође предложили употребу П-ДК као терапијске стратегије у лечењу неких врста контузија мозга, као процедуре контроле оштећења код пацијената са акутним субдуралним хематомима, или за озбиљно отицање мозга у земљама са ниским ресурсе и ограничену доступност установа интензивне неге.

### Секундарна ДК (С-ДК)
Секундарна ДК (С-ДК) се дефинише као процедура која се изводи на пацијентима са континуираним праћењем ИКП ради контроле високог ИКП који је рефракторан на први или други ниво лечења. 
Ова терапијска опција се користи у неким центрима након што терапијске мере прве или друге линије нису успеле да контролишу ИКП преко унапред дефинисаног прага. Такође ова процедура је примењена и код пацијенте који су прошли прву хируршку процедуру за евакуацију лезије која заузима простор и који су касније развили одложено масивно једнострано или билатерално отицање мозга, када је сврха ДК била да контролише одложени високи ИКП.

## Поступак након ДК
Након кранијектомије, ризик од повреде мозга се повећава, посебно након што пацијент оздрави и поново постане покретан. Због тога се морају предузети посебне мере за заштиту мозга, као што је употреба заштитне кациге или уградња привременог имплантант у лобањи.
Када пацијент пацијент преживи своју болест, и буде довољно излеч, отвор у лобањи се обично затвара краниопластиком  аутологним коштаним трансплантатом или другим реконструктивним материјалима за поправљање дефекта лобање.  Најбоље је ако је могуће, оригиналним фрагментом лобање који је се чува након кранијектомије у очекивању краниопластике.

## Супротстављени ставови
Употреба ове операције је и даље контроверзна. Експериментални модели (у касним 1960-им и раним 1970-им)  показали су да је декомпресивна хирургија била веома ефикасна у смањењу морталитета код једностраног отицања мозга, међутим, Моди и колеге су установили да, иако је унилатерална хемикранијектомија значајно побољшала смртност код паса са једностраним отицањем мозга, њихов „квалитет преживљавања није био добар. На основу ових и других истраживања иако је декомпресивна кранијектомија обећава смањење морталитета, њен дугорочног неуролошки исхода остаје контроверзан и намеће потребу за даља испитивања међу оперисаним пацијентима  и њиховим породицама. 
У то  смислу будућа истраживања би требало да се фокусирају на идентификацију клиничких и неуроимагинг карактеристика како би се:
- идентификовали они пацијенти који би преживели са прихватљивим квалитетом живота,

- који је најбољи тајминг за ДК

- која је најприкладнија хируршке технике;

- да ли неки синергистички третмани који се користе са ДК могу побољшати исходе пацијената.